# PGC 1547969
LEDA/PGC 1547969 ist eine Galaxie im Sternbild Coma Berenices am Nordsternhimmel. Sie ist schätzungsweise 2,3 Milliarden Lichtjahre von der Milchstraße entfernt. Gemeinsam mit NGC 4048 und SDSS J120252.32+180030.0 bildet sie ein optisches Galaxientrio.